# الموجة الثالثة (تجربة)
كانت الموجة الثالثة حركة اجتماعية تجريبية أنشأها مدرس التاريخ للمرحلة الثانوية في ولاية كاليفورنيا رون جونز في عام 1967 لشرح كيف يمكن أن يقبل السكان الألمان تصرفات النظام النازي خلال الحرب العالمية الثانية. بينما كان جونز يقوم بتعليم طلابه عن ألمانيا النازية خلال فصل «تاريخ العالم المعاصر»، وجد صعوبة في تفسير كيف يمكن للشعب الألماني قبول أعمال النازيين، وقرر إنشاء حركة اجتماعية كتعبير عن جاذبية الفاشية. وعلى مدار خمسة أيام، أجرى جونز سلسلة من التمارين في فصله الدراسي ركّز فيها على الانضباط والاتفاق، وتهدف إلى تحديد خصائص معينة للحركة النازية. عندما نمت الحركة خارج صفه وبدأت في الظهور بالمئات، بدأ جونز يشعر بأن الحركة قد خرجت عن السيطرة. أقنع الطلاب بحضور مسيرة حيث ادعى أن إعلان المرشح الرئاسي من الموجة الثالثة سيكون متلفزًا. عند وصولهم، تم عرض الطلاب بقناة فارغة. أخبر جونز طلابه عن الطبيعة الحقيقية للحركة كتجربة عن الفاشية، وعرض عليهم فيلم قصير يناقش أعمال ألمانيا النازية.

## خلفية لتجربة الموجة الثالثة
أجريت التجربة في مدرسة كابرلي الثانوية في بالو ألتو بولاية كاليفورنيا الأمريكية، خلال الأسبوع الأول من نيسان / أبريل 1967. قرر جونز، الذي وجد نفسه غير قادر على أن يشرح لطلابه كيف كان بإمكان السكان الألمان عدم الاعتراف بمحرقة اليهود «الهولوكوست»، إثبات ذلك لهم. في حين أنه بدأ حركة تسمى «الموجة الثالثة» وأبلغ طلابه أن الحركة تهدف إلى القضاء على الديمقراطية. واعتبرت فكرة أن الديمقراطية تؤكد على الفردية بمثابة عيب للديمقراطية، وشدد جونز على هذه النقطة الرئيسية للحركة في شعاره: «القوة من خلال الانضباط، القوة من خلال الاتفاق، القوة من خلال العمل، القوة من خلال الفخر».
لم تكن التجربة موثقة بشكل جيد في ذلك الوقت. حيث أنه من المصادر المعاصرة، تم ذكر التجربة فقط في صحيفة المدرسة الثانوية «كابرلي». تم ذكرها بإيجاز فقط في مقالتين، ومقالة أخرى من الصحيفة تحتوي على معلومات أطول عن هذه التجربة في نهايتها. كتب جونز بنفسه تقريرًا مفصلاً للتجربة بعد تسع سنوات، وتتبعت مقالات أخرى حول التجربة، بما في ذلك بعض المقابلات مع جونز والطلاب الأصليين.

## التسلسل الزمني

### اليوم الأول
يكتب جونز أنه بدأ اليوم الأول من التجربة بأشياء بسيطة مثل المقاعد المناسبة وتدريب الطلاب على نطاق واسع. ثم شرع في تطبيق نظام صارم في الفصول الدراسية من خلال الظهور كشخصية سلطوية وتحسين كفاءة الطبقة بشكل كبير.
تم إغلاق جلسة اليوم الأول بعدد قليل من القواعد، التي تنوي أن تكون تجربة ليوم واحد. كان على الطلاب أن يلفتوا الانتباه قبل الجرس الثاني، وكان عليهم أن يقفوا ليطرحوا أسئلة أو يجيبوا عليها، وكان عليهم أن يفعلوا ذلك بثلاث كلمات أو أقل، وكانوا مطالبين بتقديم كل ملاحظة مع «السيد جونز».

### اليوم الثاني
وفي اليوم الثاني، نجح في دمج فصوله في مجموعة ذات حس مرتبط بالانضباط والاتفاق. استند جونز على اسم حركته «الموجة الثالثة»، على حقيقة مفادها أن الموجة الثالثة في سلسلة الموجات هي الأقوى. ابتكر جونز تحية تدور حول يد مقعرة تصل عبر الصدر باتجاه الكتف المقابل تشبه تحية هتلر، وأمر أفراد الفصل بتحية بعضهم البعض حتى خارج الفصل. جميعهم امتثلوا لهذا الأمر.

### اليوم الثالث
أخذت التجربة حياة خاصة بها، مع انضمام طلاب من جميع أنحاء المدرسة: بعض الطلاب الذين لم يأخذوا فصل التاريخ ولكنهم قرروا الانضمام إلى الفصل في الفترات حرة. في اليوم الثالث، توسع الفصل من 30 طالبًا أوليًا إلى 43 مشاركًا. أظهر جميع الطلاب تحسنًا كبيرًا في مهاراتهم الأكاديمية ودافعهم الهائل. تم إصدار بطاقة عضوية لجميع الطلاب، وتلقى كل منهم مهمة خاصة، مثل تصميم شعار الموجة الثالثة، ومنع غير الأعضاء من دخول الفصل، أو ما شابه. أصدر جونز تعليمات للطلاب حول كيفية ضم أعضاء جدد، وبحلول نهاية اليوم كان لدى الحركة أكثر من 200 مشارك. كان جونز متفاجئًا من أن بعض الطلاب بدأوا في تقديم التقارير إليه عندما فشل أعضاء آخرون في الحركة الالتزام بالقواعد.

### اليوم الرابع
يوم الخميس، في اليوم الرابع من التجربة، قرر جونز إنهاء الحركة لأنها كانت تخرج عن نطاق سيطرته. أصبح الطلاب يشاركون بشكل متزايد في المشروع وكان انضباطهم وولائهم للمشروع ممتاز. وأعلن للمشاركين أن هذه الحركة كانت جزءًا من حركة وطنية وأنه في اليوم التالي يعلن المرشح الرئاسي عن الموجة الثالثة وجوده بشكل علني. أمر جونز الطلاب بحضور مسيرة ظهر يوم الجمعة ليشهدوا الإعلان.

### اليوم الخامس والاخير
بدلاً من عنوان متلفز لقائدهم، تم تقديم الطلاب بقناة فارغة. بعد بضع دقائق من الانتظار، أعلن جونز أنه كان جزءًا من تجربة عن الفاشية وأنهم جميعًا طوروا شعورًا بالتفوق مثلما كان المواطنون الألمان في ألمانيا النازية. ثم قام بتشغيل فيلم عن النظام النازي لإتمام التجربة.

## ما بعد ذلك
في 10 أكتوبر 2010، أعاد القائمين على الفيلم الوثائقي «خطة الدرس» رواية قصة الموجة الثالثة من خلال مقابلات مع الطلاب الأصليين والمعلم.

### تمثيليات
كانت حلقة الموسم الثالث عشر من مسلسل آرثر، «ذي برايد أوف ليكوود»، مبنية على تجربة الموجة الثالثة، ولكنها تضمنت الطلاب الذين يشكلون مجموعة فخر المجتمع الذين يصبحون في نهاية المطاف فاشيين.
نظم جونز عام 2010 مسرحية موسيقية بعنوان الموجة، مكتوبة مع بعض الطلاب في الفصل.

## روابط خارجية
- The original essay by Jones (1976)
- Lesson Plan – Third Wave documentary film, as told by the original Third Wave students and teacher
- الموقع الرسمي
 – story history, FAQ and links by original Third Wave students
- TheWave.tk – includes information about novel, stage and screen adaptations of the story
- "Nazis für fünf Tage" ("Nazis for five days") in Der Spiegel (بالألمانية)
- Whiting، Sam (30 يناير 2010). "In 'The Wave,' ex-teacher Ron Jones looks back". San Francisco Chronicle. Hearst Corp. مؤرشف من الأصل في 2010-02-18. اطلع عليه بتاريخ 2010-01-30.